# リヨン国立高等美術学校

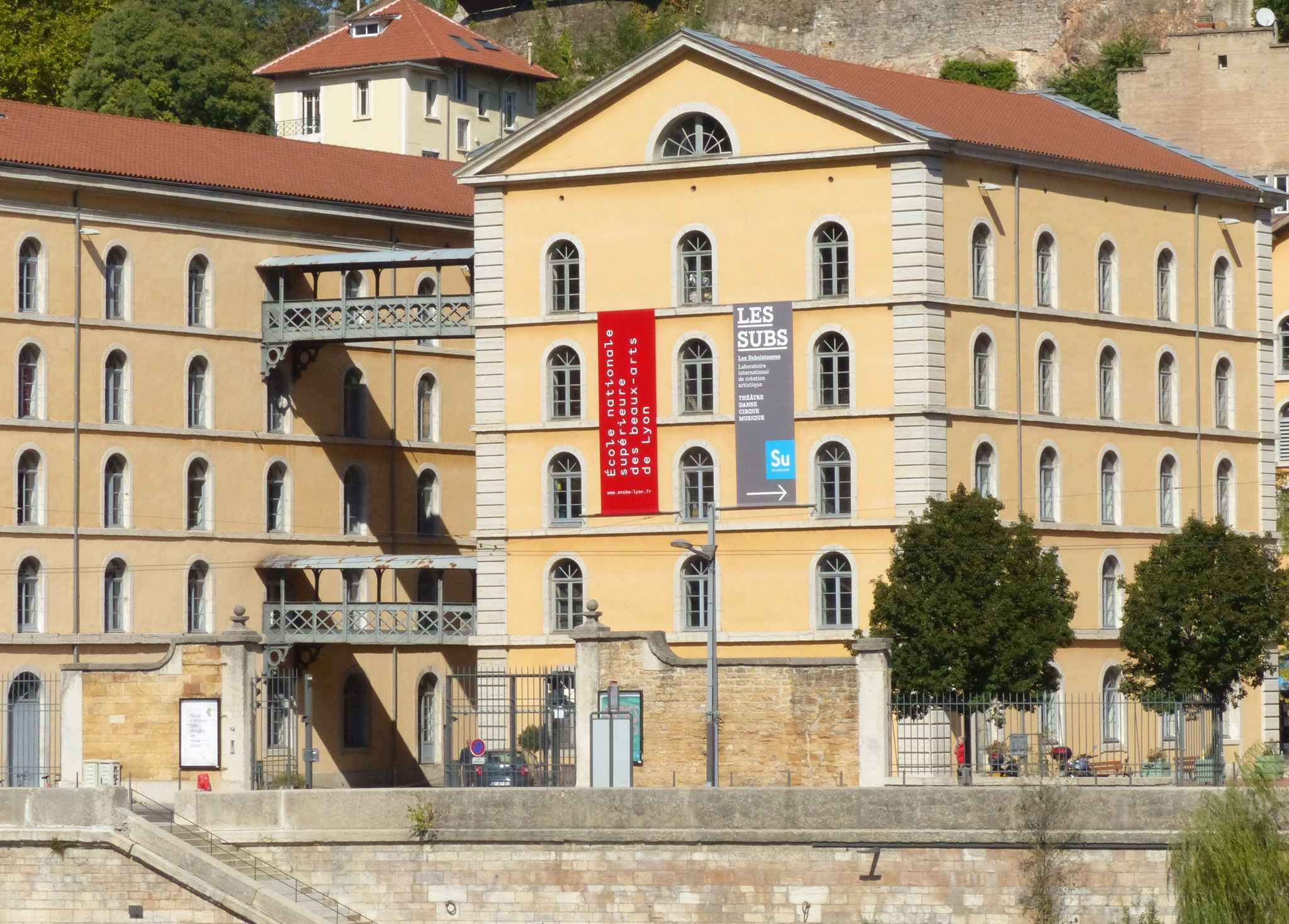
2015年のリヨン国立高等美術学校

リヨン国立高等美術学校（リヨンこくりつこうとうびじゅつがっこう、仏: École nationale supérieure des beaux-arts de Lyon、略称Ensba Lyon）とは、1756年に設立されたフランスの国立の美術学校。

## 沿革
1756年、ラクロワ＝ラヴァル神父(abbé Lacroix-Laval)や美術愛好家によってリヨンに絵画学校が設立された。1780年に勅許を受けて "École Royale académique de dessin et géométrie" としてパリ以外で最初の官立（王立）の美術学校となった。フランス革命（リヨンでは反革命派のリヨンの反乱がおきた。）の後、1793年に閉校になった。1795年にリヨンの産業家の支援によって再開され、1807年1月25日、ワルシャワにいたナポレオン・ボナパルトの勅宣でテロー広場（すでにリヨン美術館が置かれていた、元のサン・ピエール修道院）に移転され、"École impériale des Beaux-arts de Lyon"(リヨン帝国美術学校)に改名されて、彫刻家のジョゼフ・シナール(Joseph Chinard)や画家のピエール・レヴォワル(Pierre Revoil)、グロニャール(Alexis Grognard)、バラバン(Jacques Barraband)、建築家のPascal Gayyaや Antoine Leclercが教師となった。リヨン美術館長を務めていた考古学者のアルトー(François Artaud)が校長となった。1848年、フランス第二共和政が成立すると"École nationale supérieure des beaux-arts de Lyon"（リヨン国立高等美術学校）に改名された。1959年以降は文化相の管轄に置かれる。運営はリヨン市に委託されている。1936年、1948年と場所を移した後、2007年にリヨン1区に移された。

## 著名なスタッフ

### 学長と在任期間（一部）
- ピエール・レヴォワル(1823-1830)
- クロード・ボンヌフォン (1831-1860)
- テオドール・カリュエル・ダリニー (1860-?)
- フェリックス・オーギュスト・クレマン(1874-1877)
- ニコラ・シカール (1888-1918)
- ジャン＝バティスト・ラリヴェ (1919-1927)

## 著名な卒業生
- クロード・ボンヌフォン - 「金の月桂樹」賞(1813)
- イポリット・フランドラン - 「金の月桂樹」賞(1828)
- ルイ・ジャンモ - 「金の月桂樹」賞(1832)
- クレール・ティスール (1827-1895)
- アルフォンス・ルグロ(1837-1911)
- ジャン・セーニュマルタン - 「金の月桂樹」賞(1865)
- エミール・ボーシエ (1874-1943)